# Glen Allen (Missouri)
Glenallen és una població dels Estats Units a l'estat de Missouri. Segons el cens del 2008 tenia 131 habitants.

## Demografia
Segons el cens del 2000, Glenallen tenia 145 habitants, 50 habitatges, i 38 famílies. La densitat de població era de 933,1 habitants per km².
Dels 50 habitatges en un 44% hi vivien nens de menys de 18 anys, en un 54% hi vivien parelles casades, en un 18% dones solteres, i en un 24% no eren unitats familiars. En el 20% dels habitatges hi vivien persones soles el 14% de les quals corresponia a persones de 65 anys o més que vivien soles. El nombre mitjà de persones vivint en cada habitatge era de 2,9 i el nombre mitjà de persones que vivien en cada família era de 3,39.
Per edats la població es repartia de la següent manera: un 35,2% tenia menys de 18 anys, un 8,3% entre 18 i 24, un 30,3% entre 25 i 44, un 15,2% de 45 a 60 i un 11% 65 anys o més.
L'edat mediana era de 32 anys. Per cada 100 dones de 18 o més anys hi havia 84,3 homes.
La renda mediana per habitatge era de 15.000 $ i la renda mediana per família de 26.250 $. Els homes tenien una renda mediana de 16.875 $ mentre que les dones 12.188 $. La renda per capita de la població era de 15.079 $. Entorn del 30% de les famílies i el 30,8% de la població estaven per davall del llindar de pobresa.

## Poblacions més properes
El següent diagrama mostra les poblacions més properes.